# Fahrwangen
Fahrwangen és un municipi del cantó d'Argòvia (Suïssa), situat al districte de Lenzburg. El 2023 tenia 2.497 habitants.